# JR East série EV-E801
La série EV-E801 (EV-E801系, EV-E801-kei) est un type de rame automotrice à batteries exploitée par la compagnie East Japan Railway Company (JR East) au Japon.

## Description
La série comprend six exemplaires de 2 voitures fabriqués par Hitachi.
Les rames sont équipées de batteries lithium-ion d'une capacité de 360 kWh qui permettent d'alimenter l'ensemble du train et d'assurer la traction sur les lignes non électrifiées. Sur les lignes électrifiées, la rame est alimentée par la caténaire via les pantographes, ce qui permet également de recharger les batteries.

## Histoire
Le premier exemplaire de la série EV-E801 est entré en service le 4 mars 2017.

## Affectation
Les rames de la série EV-E801 circulent sur la ligne Oga, non électrifiée, et sur la ligne principale Ōu entre Oiwake et Akita.

## Galerie photos

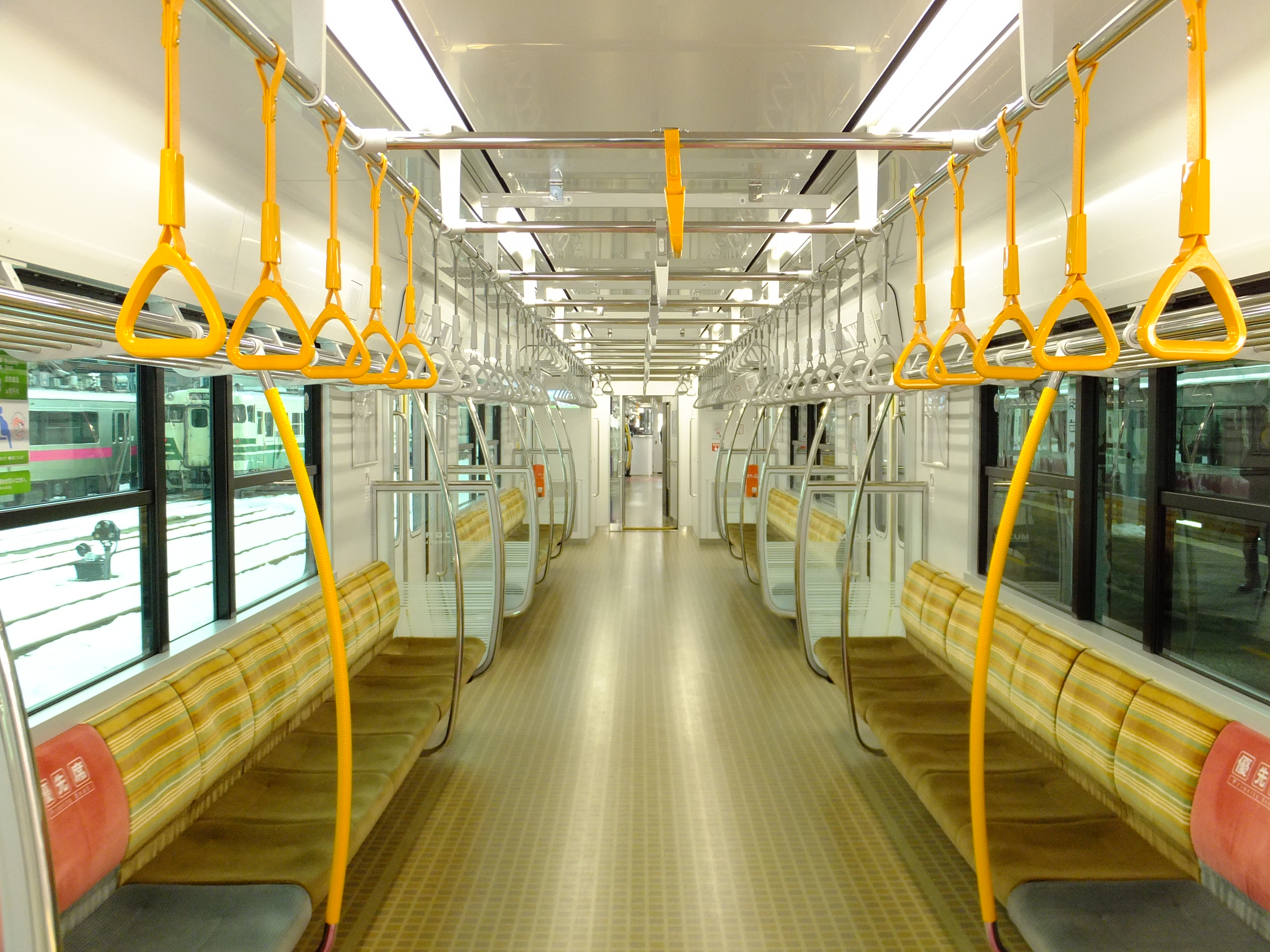
Intérieur d'une voiture.
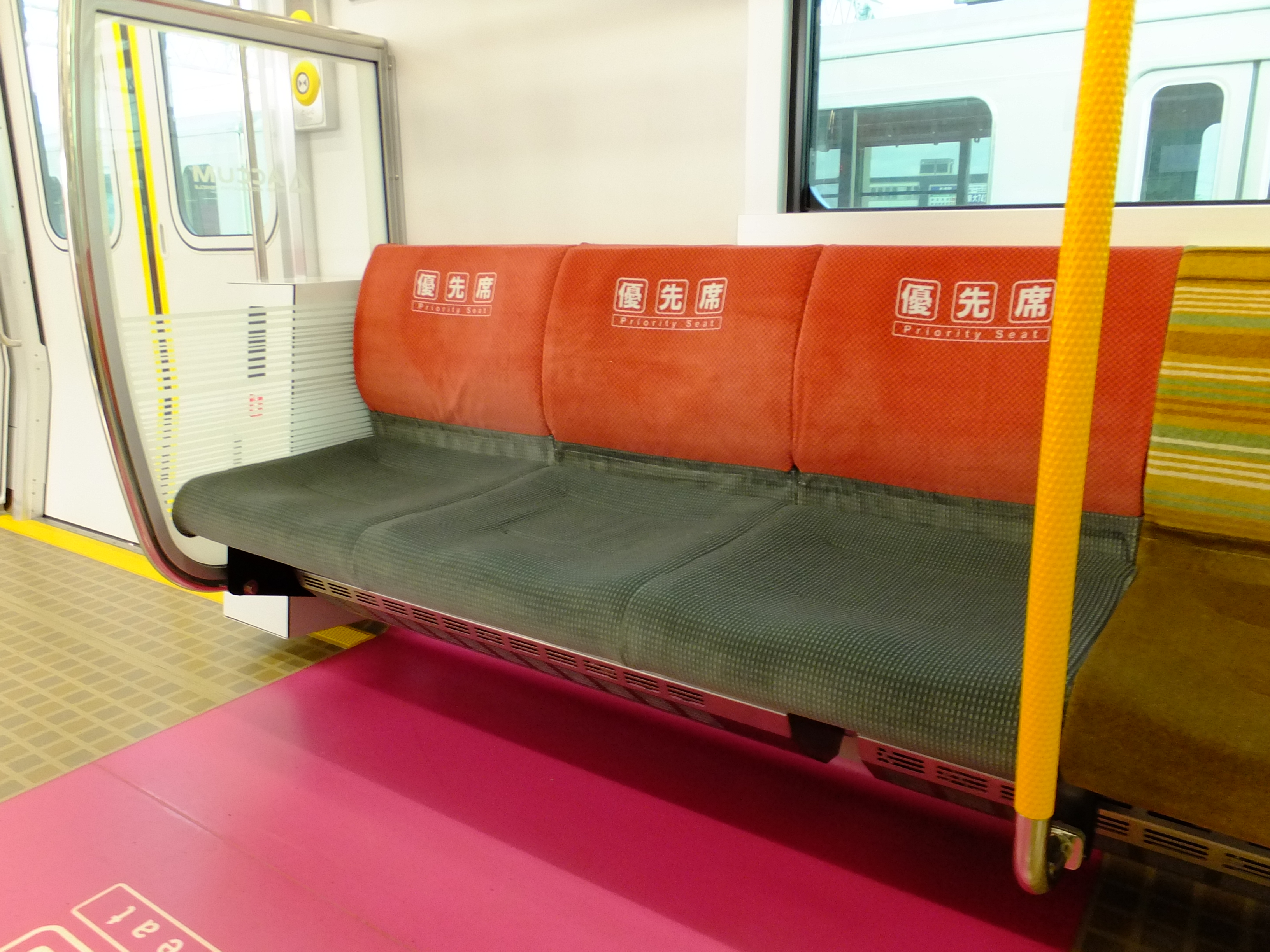
Sièges prioritaires.
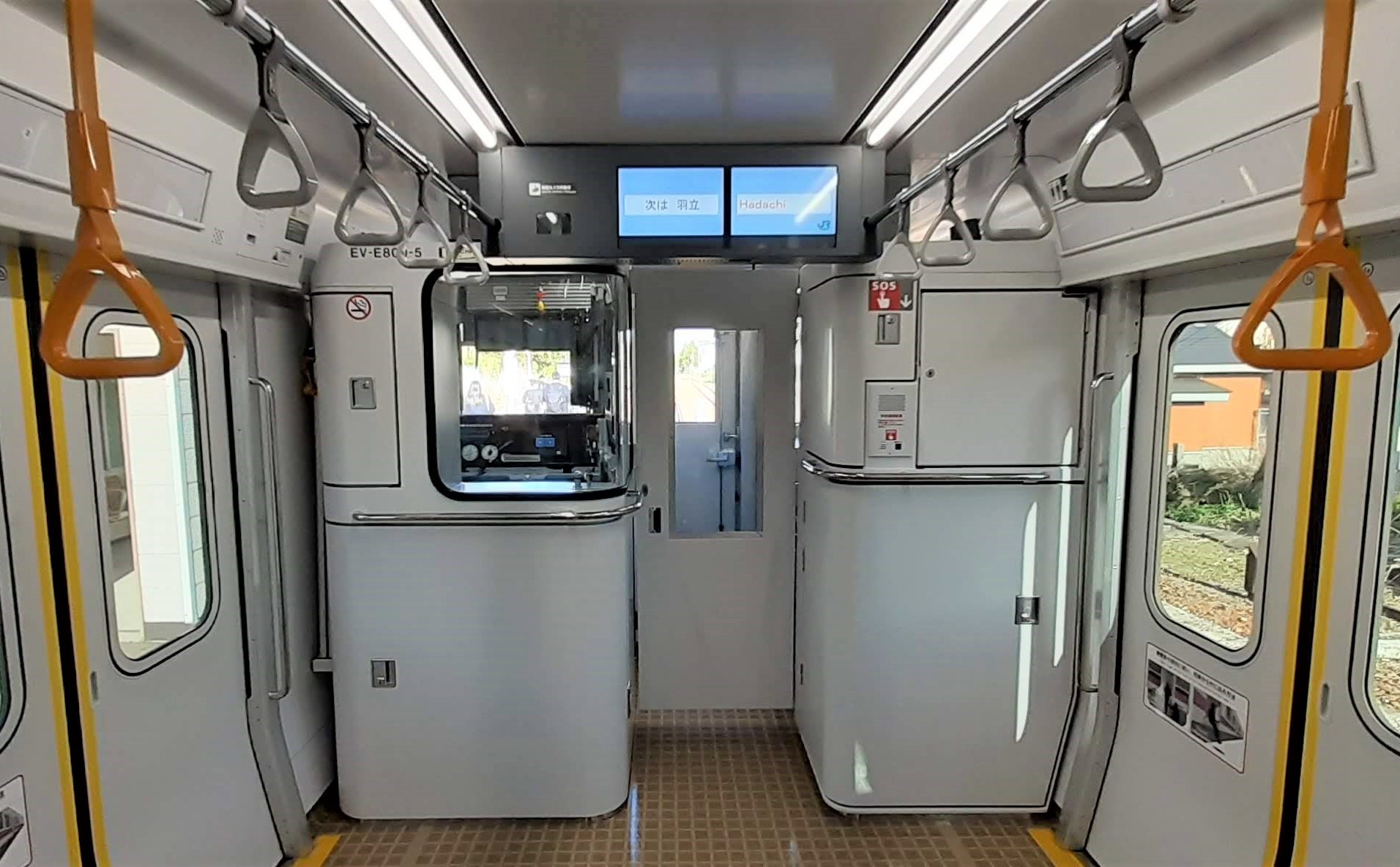
Cabine de conduite.